# Nicolai Dalhoff
Nicolai Christian Dalhoff (18. juni 1843 i København – 29. december 1927) var en dansk præst og social-filantropisk forfatter, søn af Jørgen Balthasar Dalhoff.
Dalhoff blev student fra Borgerdydskolen på Christianshavn 1862, deltog som frivillig i krigen 1864 og blev teologisk kandidat 1869, var derefter huslærer og kapellan, indtil han 1875 ved sin ansættelse som præst ved Sankt Hans Hospital på Bistrup kom ind i en virksomhed, der skulde blive væsentlig bestemmende for hans
fremtidige praktiske livsgerning og litterære produktion.
Under en flerårig, daglig omgang med de sindssyge kom han til den erkendelse, at sindssygen meget ofte havde sin rod i
drikfældighed eller usædelighed (se hans skrift "Vore Sindssyge" fra 1879). Mod disse onder, og navnlig mod drikfældigheden, tog han da kampen op, dels i bladartikler (i "Fædrelandet" fra 1878 og i "Berlingske Tidende") og større skrifter ("En farlig Ven" 1884, "Skitser fra en Studierejse i specielt Øjemed" 1892 og "Göteborg og
Göteborgsystemet" 1894), dels som medstifter af "Samfundet til Ædruelighedens Fremme" og det første "Redningshjem for Drikfældige" i Danmark (1893).
Sin virksomhed ved sindssygeanstalten havde Dalhoff imidlertid 1880 ombyttet med præstestillingen ved Diakonissestiftelsen på Frederiksberg. Her fandt han et arbejdsfelt, der faldt godt sammen med hans trang til at bygge op og værne, og han har både i tale, ved afholdelse af flere hundrede møder rundt om i landet, og i skrift, ved udgivelsen af bladet "Föbe" og "Diakonissestiftelsens Almanak", virket meget for at skaffe diakonissesagen indgang i den danske menighed.
I 1888 udgav han festskriftet "Den danske Diakonissestiftelse i dens første 25 Aar", og 1913 et nyt festskrift
ved Stiftelsens 50 års jubilæum; samtidig fratrådte han sin Præstestilling ved denne, men forblev medlem af bestyrelsen; hans hovedværk på diakonikkens område er Gak hen og gør ligesaa (1903), forelæsninger holdt for Pastoralseminariets kandidater.
1885-95 var Dalhoff medlem af tilsynskomiteen for de Kellerske åndssvageanstalter og deltog 1888-90 i den
store kommission, der skulde træffe en hensigtsmæssig ordning af statens forhold til andssvage- og døvstummesagen. "Kjøbenhavns Arbejdshjem" (1894) for arbejdsløse, enlige mænd tæller også Dalhoff blandt sine stiftere, ligesom han 1911 var hovedmanden ved stiftelsen af landsforeningen "Arbejde adler", hvis formand han var til sin død.